# Municipio de San José Poaquil
Municipio de San José Poaquil är en kommun i Guatemala.   Den ligger i departementet Departamento de Chimaltenango, i den centrala delen av landet, 50 km väster om huvudstaden Guatemala City.